# Kistufjall (berg i Island, Norðurland eystra, lat 65,87, long -17,13)
Kistufjall är ett berg i republiken Island. Det ligger i regionen Norðurland eystra, 290 km nordost om huvudstaden Reykjavík. Toppen på Kistufjall är 839 meter över havet.
Trakten runt Kistufjall är nära nog obefolkad, med mindre än två invånare per kvadratkilometer. Det finns inga samhällen i närheten. Trakten runt Kistufjall består i huvudsak av gräsmarker.